# Emery Roth
Emery Roth (Hongaars: Róth Imre) (Gálszécs, 1871 - New York, 20 augustus 1948) was een Amerikaans architect van Hongaarse afkomst. 

## Biografie
Roth was de zoon van een joodse familie en was afkomstig uit een (tegenwoordig) Slowaaks dorp uit het voormalige verenigde keizerrijk Oostenrijk-Hongarije.
Hij immigreerde naar de Verenigde Staten en studeerde af als architect in Chicago. Hij was de stichter van Emery Roth & Sons, dat met Minoru Yamasaki het voormalige World Trade Center in Lower Manhattan ontwierp. Vanaf de jaren 20 ontwierp Roth meerdere appartementen, hotels als The Beresford en herenhuizen van de stroming beaux-arts in de verschillende boroughs van de stad New York, en werd gezien als een hoog aangeschreven vooroorlogs architect.
Na zijn overlijden in 1948 zette zoon Julian Roth het bureau verder en ontwierp onder meer het World Trade Center, het General Motors Building, het 450 Park Avenue, het MetLife Building en het oude 7 World Trade Center in de categorie hoogbouw. Hij was al 25 jaar overleden toen het World Trade Center volledig klaar was in april 1973. 
Emery Roth stierf op 77-jarige leeftijd, zijn zoon Julian (°1902) stierf op 90-jarige leeftijd. Hij had nog een zoon, Richard, eveneens architect.
- Gemeinsame Normdatei: 130816671
- International Standard Name Identifier: 0000 0000 6687 9530
- KulturNav: 78cbab70-ee5a-4cc0-912c-60f218013e31
- Library of Congress Control Number: n85155443
- SNAC: w6280bw0
- Union List of Artist Names: 500009067
- Virtual International Authority File: 55262364
- WorldCat: E39PBJxhrpYHwFtkCqxkDvFFrq